# Noble & Cooley

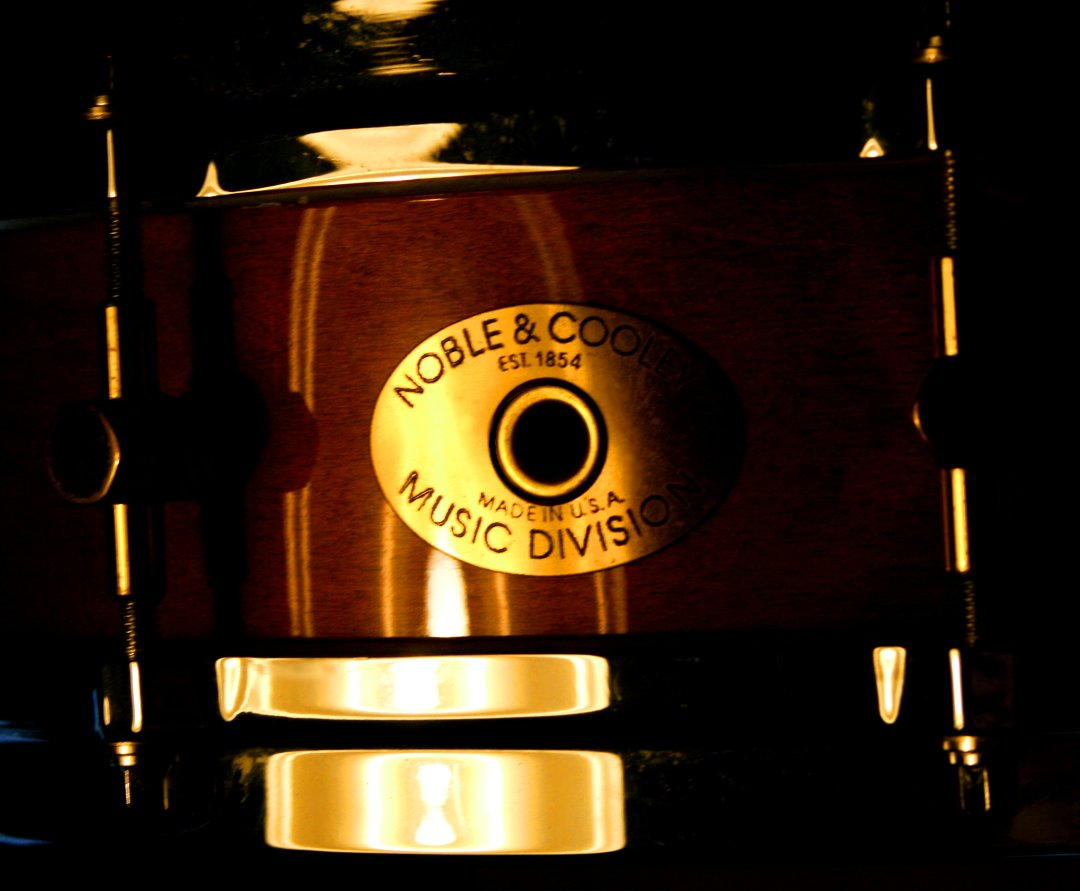
Noble & Cooley Snare

Noble & Cooley („N&C“) ist ein US-amerikanisches Unternehmen zur Herstellung hochwertiger Schlagzeuge, das in Granville im Hampden County, Massachusetts, beheimatet ist. Die Manufaktur ist vor allem für ihre Snaredrums bekannt.

## Geschichte

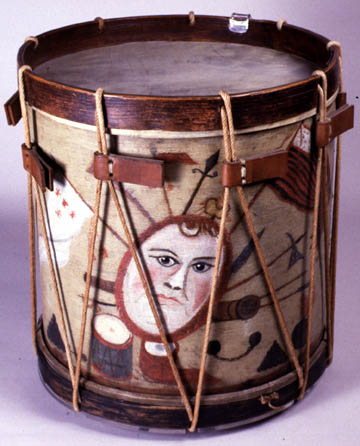
Historische amerikanische Marschtrommel

Das Unternehmen wurde im Jahre 1854 von Silas Noble und James Cooley gegründet, die damit begannen, in der heimischen Küche des Farmhauses der Nobles Marschtrommeln für die US-Army zu bauen. Im ersten Jahr stellten sie 631 Trommeln her. Nach einigen Wochen zogen sie in ein eigenes Gebäude um und bauten bereits zwei Jahre später ihre erste Fabrik.
Für die Wahlkampagne von US-Präsident Abraham Lincoln bauten sie ihm eine Trommel aus Latten seines heimischen Holzzaunes, die während verschiedener Wahlkampfveranstaltungen eingesetzt wurde. Während des amerikanischen Bürgerkrieges produzierten sie Trommeln für die Armee der Nordstaaten und schon bald wuchs das Unternehmen enorm heran und überschritt im Jahre 1873 die Produktion von 100.000 Trommeln. Die Firma stellte bis zum Ende des 19. Jahrhunderts auch Spielzeugtrommeln her.
In den frühen 1980er Jahren entschloss sich Jay Jones (Ururenkel von Gründer James Cooley), neben den traditionellen Militärtrommeln auch professionelle Schlagzeuge für Musiker herzustellen. Er arbeitete dabei mit dem Designer Bob Gatzen zusammen und setzte eine alte Dampf-Holzbiegemaschine ein, die einst im Jahre 1889 einen Brand im Unternehmen überstanden hatte. 1983 präsentierte Noble & Cooley seine „SS Classic solid shell snare drums“ vor, Snaredrums mit massivem Holzkessel. Seitdem hat das Unternehmen zahlreiche andere Snaredrummodelle mit Holz- oder Metallkessel sowie komplette Schlagzeugsets auf den Markt gebracht. 1989 und 2003 arbeitete Noble & Cooley mit dem traditionsreichen Beckenhersteller Zildjian zusammen, um exklusive Snaredrums aus echter Beckenbronze herzustellen. Diese Trommeln wurden nur in limitierten Auflagen hergestellt und wurden zu Sammlerstücken. 
Im Laufe der Jahre wurden mehrere Erweiterungen mit modernen Produktionsanlagen errichtet. Das Unternehmen produziert noch immer am ursprünglichen Standort seiner Gründung.
Vor einigen Jahren wurde in den historischen Firmengebäuden ein Museum, das „Noble & Cooley Center for Historic Preservation“ eröffnet, in dem die Geschichte des Ortes Granville während des Amerikanischen Bürgerkrieges sowie die Innovationskraft und Entwicklung der amerikanischen Nordstaaten aufgezeigt werden.
Das Unternehmen hat angekündigt, von 2011 bis 2014 seine historische „Contract Drum“ in einer kleinen limitierten Serie wieder aufzulegen und mit einem Echtheitszertifikat, das die Originaltreue bestätigen soll zu versehen. Diese Trommeln verfügten über einen unter Dampf gebogenen Kessel aus Sperrholz (Esche), einen Reifen aus dem härteren Eichenholz, über die mit Schnüren und Ledermanschetten die Felle aus Kalbsleder gestimmt wurden. Sie war einst das Standardinstrument der Unions Armee der Nordstaaten.

## Heutige Produktpalette
- SS Classic Snares – das erste, bis heute produzierte N&C – Snare von 1983.
- Alloy Classic Snares – Trommeln mit einem gegossenen und gedrehten Aluminiumkessel.
- SE Snares – das SE steht für „Special Edition“.
- CD Maples – hochexklusive Trommeln die nur auf Bestellung und nach speziellen Kundenwünschen hergestellt werden.
- CD Snares – die zur „CD Serie“ gehörigen Snaredrums.
- Solid Shell Oak Kits – Neuentwicklung einer Serie von Komplettschlagzeugen aus Eichenholz.

## Ehemalige Produkte
- Studio Classic Series – Trommeln und Schlagzeuge, die eine Einsteigerserie für qualitativ hochwertige Schlagzeuge darstellten.
- Horizon Series – Trommeln aus 6-schichtigem Ahorn-Sperrholz, von denen vier Schichten „horizontal“ in der Maserung verliefen und der Serie ihren Namen verliehen.
- Star Series – ab 1987 produzierte Trommelserie. Der Unterschied zur „Horizon Serie“ bestand vor allem darin, dass sie über einen massiven dampfgebogenen Ahorn-Kessel verfügten. Auffallend waren vor allem die, für die 1980er Jahre ungewöhnlich geringen Kesseltiefen der Trommeln von 6"x10", 6"x12", 6"x13", 7"x14" sowie 8"x16". Dies war produktionstechnisch bedingt, da man sie auf den gleichen Maschinen wie die Snaredrums fertigte.  Lediglich die zur Serie gehörige, konventionell gefertigte Bassdrum wies eine normale Kesseltiefe auf.

## Bekannte Benutzer (Auswahl)
- Phil Collins (spielt ein  3 7/8x14" SS Classic Piccolo, seit es auf den Markt kam)
- Tré Cool, Green Day (benutzt ein 7x14 SS Classic für 600 $, für die Aufnahmen von Dookie 1993 gekauft)
- Mike Pedicone The Bled
- Bill Stevenson, Descendents, Only Crime
- Herman Rarebell, Scorpions
- Alex Van Halen, Van Halen
- Steve White (Session Legend)
- Chris Whitten (Paul McCartney World Tour 1989/1990 ) (Dire Straits Tour 1992/1993 )